# Израиль на «Евровидении-2008»
На Евровидение 2008 Израиль представил певец Боаз Мауда с песней Ke’ilo kan.
Израиль занял 9 место с 124 баллами в финале, а в первом полуфинале конкурса 5 место с 104 баллами.

## Национальный отбор
IBA провёл опрос среди зрителей «Кохав Нолад» (музыкальное телешоу), в нём зрителям предлагается выбрать лучших участников шоу из 25 участников 5 сезонов «Кохав Нолад». Этот опрос не является официальным.
IBA и Channel 2 назначили национальный отбор на 25, 26 февраля, на котором Боаз Мауда исполнил 5 песен разных авторов, выбранных из 450 заявок. Выиграла песня Даны Интернейшенл (композитор, поэт) и Шай Керема (поэт).

### Исполнитель
Боаз Мауда − израильский певец, победитель в пятом сезоне шоу «Кохав Нолад», израильской версии передачи «Pop Idol», представлял Израиль на Евровидение 2008, где занял 9-е место.
Боаз родился и вырос в мошаве Эльяким, где живет до сих пор с родителями и двумя братьями. Он младший сын у своей матери, которая стала инвалидом в результате родов Боаза. Семья Боаза происходит из йеменских евреев.

## Выступление
Боаз выступил под номером 2 в первом полуфинале и под номером 7 в финале.
Вместе с ним также выступили:
- Адам Йосеф
- Ариэль Зохар
- Эран Мазор Нехт
- Лиор Ашкенази
- Зак Эшель

## Голосование
В финале Евровидения-2008 больше всего баллов (10) Израиль получил от  Сан-Марино.

### В полуфинале
| Голоса за исполнителя из Израиля в первом полуфинале | Голоса за исполнителя из Израиля в первом полуфинале |
| ---------------------------------------------------- | ---------------------------------------------------- |
| Оценка                                               | Страны                                               |
| 12                                                   | -                                                    |
| 10                                                   | Азербайджан, Норвегия, Финляндия                     |
| 8                                                    | Россия                                               |
| 7                                                    | Бельгия, Армения, Андорра                            |
| 6                                                    | Румыния                                              |
| 5                                                    | Греция, Босния и Герцеговина, Черногория             |
| 4                                                    | Словения, Польша, Германия, Испания                  |
| 3                                                    | -                                                    |
| 2                                                    | Сан-Марино                                           |
| 1                                                    | -                                                    |

| Голоса телезрителей из Израиля в полуфинале | Голоса телезрителей из Израиля в полуфинале |
| ------------------------------------------- | ------------------------------------------- |
| Оценка                                      | Страна                                      |
| 12                                          | Россия                                      |
| 10                                          | Армения                                     |
| 8                                           | Румыния                                     |
| 7                                           | Греция                                      |
| 6                                           | Норвегия                                    |
| 5                                           | Азербайджан                                 |
| 4                                           | Андорра                                     |
| 3                                           | Ирландия                                    |
| 2                                           | Словения                                    |
| 1                                           | Нидерланды                                  |

### В финале
| Голоса за исполнителя из Израиля в финале | Голоса за исполнителя из Израиля в финале                        |
| ----------------------------------------- | ---------------------------------------------------------------- |
| Оценка                                    | Страны                                                           |
| 12                                        | -                                                                |
| 10                                        | Сан-Марино                                                       |
| 8                                         | Финляндия                                                        |
| 7                                         | Сербия, Азербайджан                                              |
| 6                                         | Франция, Румыния, Россия, Молдавия, Армения                      |
| 5                                         | Черногория, Украина, Босния и Герцеговина, Польша, Бельгия       |
| 4                                         | Белоруссия, Албания                                              |
| 3                                         | Германия, Нидерланды, Норвегия, Словения, Венгрия, Литва, Грузия |
| 2                                         | Хорватия, Болгария                                               |
| 1                                         | Швейцария, Греция                                                |

| Голоса телезрителей Израиля в финале | Голоса телезрителей Израиля в финале |
| ------------------------------------ | ------------------------------------ |
| Оценка                               | Страна                               |
| 12                                   | Россия                               |
| 10                                   | Украина                              |
| 8                                    | Армения                              |
| 7                                    | Норвегия                             |
| 6                                    | Румыния                              |
| 5                                    | Греция                               |
| 4                                    | Исландия                             |
| 3                                    | Азербайджан                          |
| 2                                    | Грузия                               |
| 1                                    | Швеция                               |